# Naujoji Akmenė
Naujoji Akmenė is een stad in Litouwen. Het ligt in de gemeente Akmenė, onderdeel van het district Šiauliai. Het is een van de nieuwste steden van het land en betekent 'de Nieuwe'. De stad bestaat sinds 1949 en heeft sinds 1965 stadsrechten.
Naujoji Akmenė is een industrieel centrum met nadruk op de productie van cement. Het bedrijf "Akmenės Cementas" produceert jaarlijks 700.000 ton cement sinds 1952. De stad kende nog geen goede infrastructuur aangezien het een volledig nieuwe stad was, zo werd een geheel nieuwe spoorlijn aangelegd.